# 1964 en chimie
Cet article présente les faits marquants de l'année 1964 en chimie.

## Évènements
- Le chimiste suisse Richard R. Ernst et ses collègues réalisent des expériences à Palo Alto, puis à l'École polytechnique fédérale de Zurich qui vont mener au développement de la RMN par transformée de Fourier, augmentant la sensibilité de cette technique et ouvrant la porte à l'imagerie par résonance magnétique RMI[1].
- Découverte du Rutherfordium (Rf), élément chimique de numéro atomique 104, par une équipe de l'Institut unifié de recherches nucléaires (JINR) de Doubna[2].

## Prix
- Prix Nobel de chimie : Dorothy Crowfoot Hodgkin pour la détermination par les techniques des rayons X de la structure d'importantes substances biologiques[3].
- Prix Procter & Gamble : Karol J. Mysels[4]
- Prix Anselme-Payen : Harold Spurlin[5]
- Médaille Garvan-Olin : Birgit Vennesland[6]
- Prix Ernest-Guenther : Oscar Jeger[7]
- ACS Award in Pure Chemistry : Marshall Fixman[8]
- Médaille Priestley : John C. Bailar Jr.[9],[10]
- Médaille Davy : Melvin Calvin en reconnaissance de son travail pionnier en chimie et en biologie, en particulier l'élucidation de la voie photosynthétique pour l'incorporation du dioxyde de carbone par les plantes[11],[12].
- Claude S. Hudson Award in Carbohydrate Chemistry : Dexter French[13]
- Médaille William-H.-Nichols : Arthur C. Cope[14]

## Naissances
- 19 février : Jennifer Doudna, biochimiste américaine.
- 19 juin : Omowunmi Sadik, chimiste nigérienne.
- 18 juillet : Frédérique Battin-Leclerc, chimiste française spécialiste de la chimie physique.
- 5 octobre : Andrea Gamarnik, biochimiste argentine.
- 2 décembre : Azzedine Bousseksou, physico-chimiste franco-algérien.
- Xiaodong Zou, chimiste sino-suédoise.

## Décès
- 23 janvier : James Watson Bain (né en 1875), chimiste canadien et premier président de l'Institut de chimie du Canada (en).
- 6 novembre[15] : Hans Karl August Simon von Euler-Chelpin (né en 1873), biochimiste suédois.
- décembre : Grigori Moïssevitch Maïranovski (né en 1899), biochimiste soviétique, chef du laboratoire des poisons.